# Đường lên Điện Biên
Đường lên Điện Biên là một bộ phim truyền hình được thực hiện bởi Đài Truyền hình Việt Nam cùng Hãng phim truyện Việt Nam do NSƯT Bùi Tuấn Dũng làm đạo diễn. Phim được chuyển thể từ tiểu thuyết "Đường lên Tây Bắc" & "Đại đội trưởng của tôi" của nhà văn Mai Vui. Phim phát sóng vào lúc 20h05 thứ 5, 6 hàng tuần bắt đầu từ ngày 24 tháng 4 năm 2014 và kết thúc vào ngày 18 tháng 7 năm 2014 trên kênh VTV1.

## Nội dung
Đường lên Điện Biên là câu chuyện xoay quanh hành trình của một tiểu đoàn bộ binh chủ lực trong chuyến hành quân xuyên Tây Bắc để tham gia chiến dịch Điện Biên lịch sử. Song song với họ là chuyến đi của một "đoàn quân" đặc biệt khác: 500 cô gái dân công. Tình cảm nam nữ, những xung đột chồng chéo, những câu chuyện vừa bi tráng, vừa thấm đẫm tình bạn, tình đồng chí... giữa các nhân vật thuộc 2 đơn vị này đã dần nảy sinh và đồng thời với đó, những biến cố vẫn liên tục xảy ra...

## Diễn viên
- Mạnh Trường trong vai Hùng
- Huyền Trang trong vai Hà
- NSƯT Hoàng Hải trong vai Tạc
- Diễm Hương trong vai Hòa
- Mạnh Hưng trong vai Hào
- Quách Xuân Thông trong vai Thân
- Nguyễn Thanh Hương trong vai Cúc
- Khương Đức Thuận trong vai Lăng Vũ
- Nguyễn Văn Báu trong vai Tục
- Mai Ngọc Căn trong vai Ông bố bản Pía
- NSƯT Thanh Hiền trong vai Bà Mế Kế
- Hứa Khải trong vai Cầm Chi
- Bùi Sỹ Tự trong vai Mờ
- Nguyễn Đăng Khoa trong vai Tấn
- Nguyễn Năng Tùng trong vai Côi
- Đoàn Khánh Ly trong vai Thái
- Nguyễn Văn Lộc trong vai Sính
- Nguyễn Trọng trong vai Lâm
- Lâm Na Anh trong vai Thắm
- Phạm Hương Anh trong vai May
- Đoàn Nam trong vai Tiến
- Vũ Ba Duy trong vai Y sĩ
- Hương Vũ trong vai Bà Mế
- Thanh Xuân trong vai Diên
- Tiến Mộc trong vai Ông Páo
- Lê Xuân Khôi trong vai Đà
- Nông Dũng Nam trong vai Vận
- Nguyễn Quang Duy trong vai Lực
- Nguyễn Thị Lan trong vai Lý
- Victor trong vai Đi Rơ
- Tạ Hương Lan trong vai Chờ
- Vân Thường trong vai Mận
- Trịnh Thị Huyền trong vai Mây
- Bùi Thị Oanh trong vai Lúa
- Phạm Thị Vân Anh trong vai Hạnh
- Phan Trí Tuệ trong vai Dân
- Nguyễn Văn Quan trong vai Bao
- Nguyễn Việt Cường trong vai Diu
- Nguyễn Huy trong vai Thế
- Đinh Hoàng Yến trong vai Dâu
- Nguyễn Hoàng Tùng trong vai Thăng
- Xuân Nông trong vai Cầm Vờ
- Nguyễn Mai Hương trong vai Mai
- Nguyễn Ngọc Bích trong vai Mẹ Hơn
- Nguyễn Đức Huy trong vai Hơn
- Trần Minh Phước trong vai Nhớn
- Cầm Văn Chung trong vai Tôn

Cùng một số diễn viên khác...

## Ca khúc trong phim
Bài hát trong phim là ca khúc "Đường lên phía trước" do Tiến Minh sáng tác và thể hiện.

## Phát sóng
Tại tuần lễ truyền thông kỷ niệm 60 năm Chiến thắng Điện Biên Phủ, phim đã được nâng số tập phát sóng trong tuần lên 4 tập trong 4 ngày, thay vì 2 ngày như lịch phát sóng cố định.

## Phát lại
Vào ngày 29 tháng 4 năm 2024, phim được phát lại nhân kỷ niệm 70 năm Chiến thắng Điện Biên Phủ, với thời gian phát sóng lúc 8h05 phút.